# Фостемсавір
Фостемсавір (англ. Fostemsavir), що продається під торговою маркою «Рукобія» — антиретровірусний препарат для дорослих, які живуть з ВІЛ/СНІД, але перепробували кілька препаратів від ВІЛ, та в яких ВІЛ-інфекцію неможливо успішно лікувати іншими методами лікування через резистентність, непереносимість або проблеми безпеки.
Найпоширенішою побічною реакцією препарату є нудота. До тяжких побічних реакцій препарату належать підвищення рівня печінкових ферментів у пацієнтів, також інфікованих вірусом гепатиту B або C, та зміни в імунній системі (синдром імунного відновлення).
Фостемсавір є інгібітором проникнення ВІЛ та проліками темсавіру (BMS-626529). Фостемсавір є інгібітором прикріплення до gp120 вірусу імунодефіциту людини типу 1 (ВІЛ-1).
Фостемсавір було схвалено для медичного використання в США в липні 2020 року, та в Європейському Союзі в лютому 2021 року. FDA вважає фостемсавір препаратом першого класу.

## Медичне використання
Фостемсавір у комбінації з іншими антиретровірусними препаратами показаний для лікування ВІЛ-1-інфекції у дорослих з множинною лікарською стійкістю, які мають значний досвід лікування, у яких поточний антиретровірусний режим не виявився ефективним через резистентність, непереносимість або проблеми безпеки.

## Побічні ефекти
Фостемсавір може спричинити серйозний стан, який називається синдромом відновлення імунної системи, подібно до інших схвалених препаратів для лікування ВІЛ-1-інфекції. Цей стан може виникнути на початку лікування ВІЛ-1, коли імунна система може зміцнитися та почати боротися з інфекціями, які тривалий час були приховані в організмі. Іншими серйозними побічними ефектами включають порушення ритму серця через подовження електричної активності серця (подовження інтервалу QT) та підвищення рівня печінкових ферментів у пацієнтів, також інфікованих вірусом гепатиту B або C.

## Історія
Фостемсавір розробляли компанії «ViiV Healthcare» та «GlaxoSmithKline» для лікування ВІЛ-інфекції. Коли активна форма фостемсавіру зв'язується з білком gp120 вірусу, вона запобігає початковому прикріпленню вірусу до CD4+ Т-клітини хазяїна та проникненню в імунну клітину хазяїна; його метод дії є новим серед препаратів проти ВІЛ. Оскільки він спрямований на інший етап життєвого циклу вірусу, він є перспективним для вірусоносіїв, у яких вірус став дуже стійким до інших препаратів проти ВІЛ. Оскільки функція gp120, яку пригнічує цей препарат, є висококонсервативною, препарат навряд чи сприятиме розвитку резистентності до самого себе. Дослідники виявили, що оболонки ВІЛ, стійкі до енфувіртиду та ібалізумабу, залишаються чутливими до фостемсавіру. І навпаки, ВІЛ, стійкий до фостемсавіру, залишався чутливим до всіх інгібіторів проникнення. Крім того, ізоляти ВІЛ, яким не потрібен рецептор CD4 для проникнення в клітину, також були чутливі до фостемсавіру, і вірус не вирвався з-під дії інгібітора прикріплення, ставши незалежним від CD4. Попередні дослідження in vitro показали, що фостемсавір пригнічує як CCR5-тропний, так і CXCR4-тропний ВІЛ.

Темсавір (BMS-626529)

Фостемсавір був схвалений для медичного застосування в США в липні 2020 року.
Безпеку та ефективність фостемсавіру, що приймався перорально двічі на день, оцінювали в клінічному дослідженні за участю 371 дорослого учасника з великим досвідом лікування, у якого продовжувався високий рівень вірусу (ВІЛ-РНК) у крові, незважаючи на прийом антиретровірусних препаратів. 272 учасники отримували лікування в основній групі дослідження, а ще 99 учасників отримували фостемсавір в іншій групі дослідження. Більшість учасників лікували ВІЛ понад 15 років (71 %), проходили 5 або більше різних схем лікування ВІЛ до початку дослідження (85 %) та/або мали СНІД в анамнезі (86 %). Учасники основної когортної групи дослідження отримували або фостемсавір, або плацебо двічі на день протягом 8 днів, на додаток до їхнього невдалого антиретровірусного режиму. На восьмий день у учасників, які отримували фостемсавір, спостерігалося значно більше зниження рівня РНК ВІЛ у крові порівняно з тими, хто приймав плацебо. Після восьмого дня всі учасники отримували фостемсавір з іншими антиретровірусними препаратами. Після 24 тижнів прийому фостемсавіру та інших антиретровірусних препаратів 53 % учасників досягли супресії РНК ВІЛ, причому рівні ВІЛ були достатньо низькими, щоб вважатися невиявними. Через 96 тижнів у 60 % учасників продовжувалося супресія РНК ВІЛ.
Клінічне дослідження (NCT02362503) було проведено в 108 лабораторіях у 23 країнах Північної Америки, Південної Америки, Європи, Австралії, Тайваню та ПАР.
FDA задовольнило заявку на прискорений розгляд, пріоритетний перегляд та позначення фостемсавіру як препарату для проривної терапії. FDA схвалило препарат «Рукобія» компанії «ViiV Healthcare».
10 грудня 2020 року комітет з лікарських засобів для людини Європейського агентства з лікарських засобів ухвалив позитивний висновок, рекомендуючи видати дозвіл на маркетинг лікарського засобу «Рукобія», призначеного для лікування інфекції ВІЛ-1 з множинною лікарською стійкістю. Заявником на цей лікарський засіб є «ViiV Healthcare BV». Фостемсавір був схвалений для медичного застосування в Європейському Союзі в лютому 2021 року.